# Braničevo (distrito)

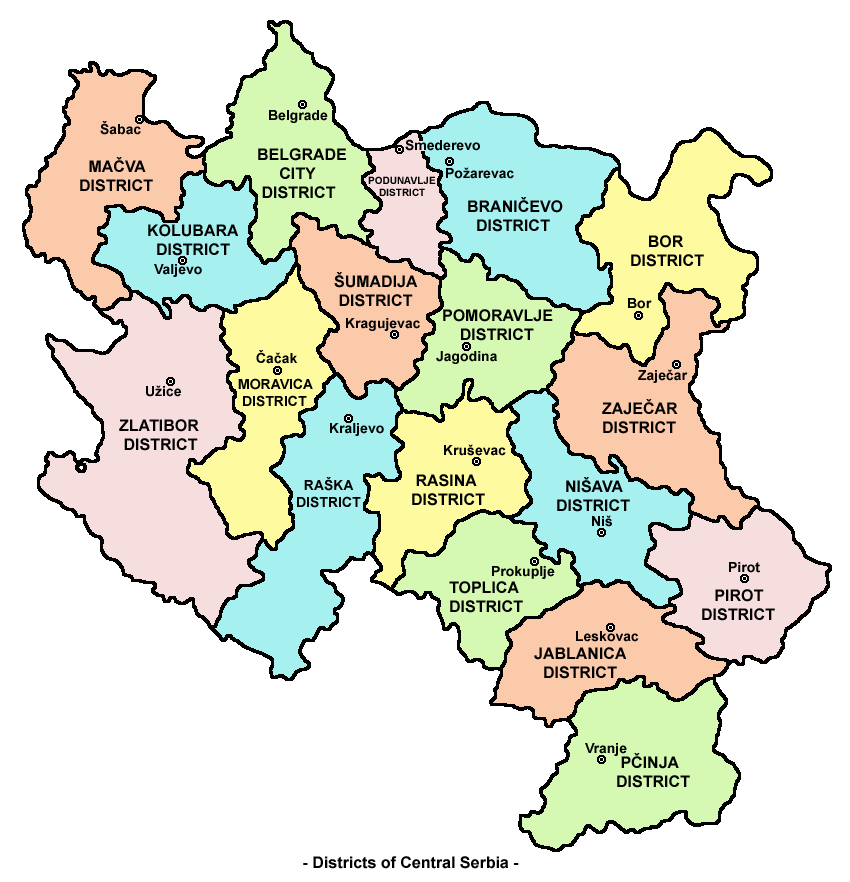

 Braničevo é um distrito da Sérvia.

## Geografia
População:
Em 1948:246,475
Em 1961:263,344
Em 1971:263,015
Em 1981:263,677
Em 1991:253,492
Em 2002:200,503
Área: 3,865 km²
Código Postal:12000
Código de área:+381 12
Prefeito:Goran Petrovic ( 28.06.2007 á atualidade)
Etnias
Sérvios = 174.818 (87,2%)
Vlachs = 14.083 (7,0%)
Roma = 3188 (1,6%)
outros (4,2%)
Municípios:
Veliko Gradište
Požarevac
Golubac
Malo Crniće
Žabari
Petrovac
Kučevo
Žagubica